# Doengaanse Moskee (Karakol)
De Doengaanse Moskee is een moskee in de stad Karakol in het noordoosten van Kirgizië.

## Geschiedenis
Karakol ligt niet ver van de Chinese grens. Het werd in de 19e eeuw gesticht als een Russische koloniale stad en was destijds etnisch Russisch. Rond 1880 vluchtten Doenganen vanuit China naar Karakol. De islamitische Doenganen hadden lange tijd geen gebedshuis totdat Chinese ambachtslieden de moskee tussen 1907 en 1910 bouwden volgens plannen van een Chinese architect. Tegenwoordig wordt het gebouw gebruikt voor de lokale Doengaanse gemeenschap.

## Gebouw
Er wordt gezegd dat er bij de bouw van de moskee geen enkele spijker is gebruikt. Het gebouw is in traditionele Chinese stijl. Het dak wordt als bijzonder onderscheidend beschouwd. De minaret is een blauw geschilderde toren naast de moskee die niet structureel verbonden is met de moskee. Het dak wordt ondersteund door het gebouw en 42 kolommen die het pand omringen. Het gebouw staat op de monumentenlijst.